# Kazimierz Szczudłowski
Kazimierz Szczudłowski (ur. 6 czerwca 1890 we Lwowie, zm. 11 lipca 1985 we Wrocławiu) – profesor, lekarz weterynarii. Ostatni rektor Akademii Medycyny Weterynaryjnej we Lwowie. Wykładowca Wyższej Szkoły Rolniczej we Wrocławiu.

## Życiorys
Urodził się w rodzinie Wincentego i Anny z Tylków. Szkołę podstawową i gimnazjum ukończył we Lwowie, uzyskując świadectwo dojrzałości w 1909. Następnie rozpoczął studia weterynaryjne w Akademii Medycyny Weterynaryjnej we Lwowie, które ukończył w 1913. Już w czasie studiów był asystentem-demonstratorem w Katedrze Fizjologii, a po ich ukończeniu asystentem.
W 1917 został powołany do armii austro-węgierskiej jako lekarz weterynarii, m.in. w I pułku ułanów w Kraśniku i 29 pułku artylerii ciężkiej, walcząc na froncie włoskim. W listopadzie 1918 pełnił służbę w I pułku artylerii ciężkiej wojska polskiego w Krakowie w stopniu porucznika, lekarza weterynarii. W 1920 został przeniesiony do Centralnej Szkoły Jazdy i Szkoły Kucia w Warszawie w stopniu kapitana. Na skutek starań uczelni lwowskiej został przeniesiony na stanowisko komendanta Szkoły Kucia Koni we Lwowie, co pozwoliło mu podjąć ponownie obowiązki asystenta w Akademii Medycyny Weterynaryjnej. W tym samym roku uzyskał stopień doktora medycyny weterynaryjnej.
Jako stypendysta rządu francuskiego w 1922 odbył studia zagraniczne w École Nationale Vétérinaire d'Alfort we Francji i w Wyższej Szkole Weterynaryjnej w Brukseli. W 1923, już jako stypendysta rządu polskiego, studiował w Berlinie w klinice prof. Ericha Silbersiepe i prof. Kurta Neumann-Kleinpaul, a także w Dreźnie, Monachium i Gießen.
W 1925 habilitował się, uzyskując veniam legendi z chirurgii i ortopedii weterynaryjnej, w listopadzie uzyskując tytuł naukowy profesora nadzwyczajnego, a w 1934 profesora zwyczajnego. Od roku 1926 kierował najpierw Katedrą Chirurgii Ogólnej i Ortopedii wraz z Polikliniką Chirurgiczną i Kliniką Położniczą – a od 1939 także Katedrą Chirurgii wraz z Kliniką Chirurgiczną. W latach 1936–1939 pełnił funkcję rektora Akademii Medycyny Weterynaryjnej we Lwowie (wybrany w maju 1939).
Działalność Akademii została zakończona 22 września 1939, w momencie wkroczenia wojsk radzieckich. Władze radzieckie utworzyły w jej budynkach Lwowski Instytut Weterynaryjny. Przez 2 lata (1939/40 i 1940/41) wykładała w nim większość przedwojennych polskich profesorów w tym Kazimierz Szczudłowski. Po wkroczeniu wojsk niemieckich 30 czerwca 1941 działalność wszystkich lwowskich uczelni została przerwana. 1 kwietnia 1942 Niemcy otworzyli Państwowe Instytuty Weterynaryjne (nie. Staatliche Tierarztliche Institute), 20 maja zmieniono ich nazwę na Państwowe Zawodowe Kursy Weterynaryjne (nie. Staatliche Tierarztliche Fachkurse). Część polskich profesorów, w tym prof. Szczudłowski, kontynuowała tam pracę. 27 lipca 1944 wkroczyły do Lwowa wojska radzieckie. Lwowski Instytut Weterynaryjny ponownie rozpoczął działalność. Rok akademicki 1944/45 był ostatnim rokiem działalności prof. Szczudłowskiego i innych Polaków na tej uczelni.
Po zakończeniu II wojny światowej wraz z innymi Polakami został przesiedlony do Wrocławia, gdzie kontynuowali tradycje lwowskiej uczelni. Uchwała Senatu Uniwersytetu i Politechniki we Wrocławiu w dniu 1 listopada 1945 zatwierdziła powstanie Wydziału Medycyny Weterynaryjnej z 18 katedrami. Prof. Szczudłowski utworzył Katedrę Chirurgii, którą kierował do 1960 i Katedrę Położnictwa, usamodzielnioną w 1948. W 1947 objął kierownictwo powstałej w 1946 Katedry Położnictwa przy Uniwersytecie w Lublinie. Prowadził wykłady dojeżdżając do Lublina. Zrezygnował w 1948. W latach 1950–1953 pełnił funkcję prodziekana. W 1960 przeszedł na emeryturę. Otrzymał tytuł doktora honoris causa Akademii Rolniczej w Lublinie (1979) i Akademii Rolniczej we Wrocławiu (1985).
Stworzył podstawy praktycznej weterynarii klinicznej w okresie międzywojennym we Lwowie i po II wojnie światowej we Wrocławiu, szczególnie w zakresie ortopedii, chirurgii i położnictwa. Miał również istotny wpływ na rozwój położnictwa w lubelskiej uczelni weterynaryjnej. W okresie międzywojennym, w czasie pełnienia funkcji rektora, rozbudował w liczący się sposób Akademię Medycyny Weterynaryjnej we Lwowie, a we Wrocławiu był współtwórcą Wydziału Medycyny Weterynaryjnej Uniwersytetu i Politechniki, a później Wyższej Szkoły Rolniczej.
W badaniach naukowych zajmował się diagnostyką chorób kończyn koni i bydła. W tym zakresie opracował polski plan badania, oryginalny w koncepcji, o ogromnej wartości praktycznej. W ramach badań naukowych interesował się problemami rozrodu zwierząt i patologiami zwyrodnieniowymi. Stworzył polską chirurgiczno-ortopedyczną szkołę naukową. Wykształcił ponad 3 tysiące lekarzy weterynaryjnych, liczną kadrę naukową, pełniącą dzisiaj samodzielne funkcje w nauce i praktyce.
Był członkiem Polskiego Towarzystwa Nauk Weterynaryjnych, Wrocławskiego Towarzystwa Naukowego, Polskiego Towarzystwa Przyrodników im. Mikołaja Kopernika, Europejskiego Towarzystwa Chirurgów Weterynaryjnych.
Od 1933 był żonaty z Matyldą z Pawińskich. Z małżeństwa tego urodziły się dwie córki: Grażyna (doktor nauk medycznych) i Monika (wiolonczelistka, od 1968 przebywająca w Szwajcarii, m.in. solistka Orkiestry Szwajcarii Romańskiej w Genewie).
Zmarł 11 lipca 1985 we Wrocławiu. Został pochowany 18 lipca 1985 na Cmentarzu Grabiszyńskim (pole 2-01-3).

## Ordery i odznaczenia
- Krzyż Komandorski Orderu Odrodzenia Polski (10 listopada 1938)[4]
- Krzyż Oficerski Orderu Odrodzenia Polski[5]
- Złoty Krzyż Zasługi (28 września 1954)[6]
- Medal 10-lecia Polski Ludowej (23 marca 1955)[7]
- Medal Dziesięciolecia Odzyskanej Niepodległości (1929)
- Srebrny Medal Za Długoletnią Służbę (1938)
- Brązowy Medal Za Długoletnią Służbę (1938)
- Odznaka XV-lecia Wyzwolenia Dolnego Śląska

## Książki
- Kucie kopyt i racic (1921)
- Położnictwo weterynaryjne
- Przypadłości rozmnażania zwierząt domowych
- Choroby i leczenie zębów u koni
- Zapobieganie ronieniu bydła
- Niepłodność zwierząt hodowlanych
- Doświadczenia z przyrządami do usuwania brodawczaków